# Олдем Атлетик
«О́лдем Атле́тик» (полное название — Клуб футбола ассоциации «Олдем Атлетик»; англ. Oldham Athletic Association Football Club; английское произношение: [ˈɒldəm æθ'letɪk 'futbɔ:l klʌb]) — английский профессиональный футбольный клуб из города Олдем, графство Большой Манчестер, Северо-Западная Англия. Образован в 1895 году. Один из клубов-основателей Премьер-лиги. Домашние матчи проводит на стадионе «Баундари Парк», вмещающем более 13 тысяч зрителей. Цвета клуба — голубо-белые.
По итогам сезона 2021/22 команда заняла 23-е место в Лиге 2 и выбыла в Национальную лигу, пятый по значимости дивизионе в системе футбольных лиг Англии. 23 апреля 2022 года после поражения от «Солфорд Сити» со счётом 1:2 клуб выбыл из Лиги 2, став первым в истории клубом, выступавшим в Премьер-лиге и впоследствии выбывшим из четырёх высших дивизионов чемпионата Англии.
Выступает в Лиге 2, четвёртом по значимости дивизионе в системе футбольных лиг Англии

## Достижения
- Первый дивизион
  - Вице-чемпион: 1914/15
- Второй дивизион
  - Победитель: 1990/91
  - Вице-чемпион: 1909/10
- Третий дивизион
  - Победитель: 1973/74
- Третий северный дивизион:
  - Победитель: 1952/53
- Четвёртый дивизион
  - Вице-чемпион: 1962/63
- Кубок Англии
  - Полуфиналист (3): 1912/13, 1989/90, 1993/94
- Кубок Футбольной лиги
  - Финалист: 1989/90

## Рекорды
- Самая крупная победа: 11:0, против «Саутпорта», Четвёртый дивизион, «Баундари Парк», 26 декабря 1962 года
- Самое крупное поражение: 4:13, против «Транмир Роверс», Третий северный дивизион, «Прентон Парк[англ.]», 26 декабря 1935 года
- Наибольшее число матчей за клуб: 582, Иан Вуд[англ.]
- Наибольшее число голов за клуб: 156, Роджер Палмер[англ.]

## Сезон 2024/25
Турнирная таблица Национальной лиги

| Поз | Команда                | И  | В  | Н  | П  | МЗ | МП | РМ  | О  | Повышение, квалификация или выбывание                   |
| --- | ---------------------- | -- | -- | -- | -- | -- | -- | --- | -- | ------------------------------------------------------- |
| 3   | Форест Грин Роверс     | 46 | 22 | 17 | 7  | 69 | 42 | +27 | 83 | Квалификация в полуфинал плей-офф Национальной лиги     |
| 4   | Рочдейл                | 46 | 21 | 11 | 14 | 69 | 44 | +25 | 74 | Квалификация в четвертьфинал плей-офф Национальной лиги |
| 5   | Олдем Атлетик (П/О, П) | 46 | 19 | 16 | 11 | 64 | 48 | +16 | 73 | Квалификация в четвертьфинал плей-офф Национальной лиги |
| 6   | Галифакс Таун          | 46 | 19 | 13 | 14 | 50 | 46 | +4  | 70 | Квалификация в четвертьфинал плей-офф Национальной лиги |
| 7   | Саутенд Юнайтед        | 46 | 17 | 17 | 12 | 59 | 48 | +11 | 68 | Квалификация в четвертьфинал плей-офф Национальной лиги |